# 1,1-dibromoetano
Il 1,1-dibromoetano è un alogenuro alchilico di formula Br-CHBr-CH3, isomero del 1,2-dibromoetano, nella cui struttura una molecola di etano è stata sostituita con due atomi di bromo su di un singolo carbonio. Appare come un liquido solubile in etanolo, acetone, benzene e dietiletere, poco solubile in cloroformio.